# Juan José Delhuyar
Juan José Delhuyar y Lubice (Logroño, Espanha, 15 de junho de 1754 — Bogotá, Colômbia, 20 de setembro de 1796) foi um químico e mineralogista espanhol.
Descobriu em 1783 o tungsténio, junto com o seu irmão Fausto Delhuyar. Filho de pais basco-franceses oriundos de Hasparren (Labourd). Morreu em Bogotá, Colômbia (então parte do Vice-Reino de Nova Granada).